# Débora Carneiro
Débora Borges Carneiro (Maringá, 7 de maio de 1998) é uma nadadora paralímpica brasileira. Compete na categoria para atletas com deficiência intelectual. É irmã gêmea da também nadadora Beatriz Carneiro.

## Biografia
Débora nasceu com deficiência intelectual grau moderado. Sua carreira na natação começou acompanhando a irmã Beatriz, que já nadava desde os 12 anos. Débora iniciou sua prática no esporte dois anos depois que a irmã, aos 14, na Confederação Brasileira de Desportos para Deficientes Intelectuais (ABDEM).
Débora disputou o Open Internacional de Natação, em 2016, no Parque Olímpico do Rio de Janeiro. Nos 200 metros medley, ela fez  2min54s83 e conquistou a medalha de bronze.
Contudo, Débora não pôde se preparar a tempo para obter o índice para os Jogos Paralímpicos de Verão de 2016, no Rio de Janeiro. Em maio daquele ano, ela se afastou dos treinamentos por causa de uma crise de apendicite.
Em 2017, Débora disputou o Mundial da INAS, para deficientes intelectuais, em Águascalientes, no México. Débora venceu nos 50 metros peito e nos 100 metros peito. Foi vice-campeã dos 50 metros borboleta e nos 200 metros peito. Ainda foi quarta colocada nos 800 metros livre. Venceu também os revezamentos 4 x 50 metros medley, 4 x 50 metros livre e 4 x 100 metros livre, além de ter conquistado uma prata nos 4 x 200 metros livre e bronze nos  4 x 100 metros medley.
Nos Jogos Parapan-Americanos de 2019, em Lima, Débora foi medalha de ouro nos 100 metros peito S14. Ela dividiu o pódio junto com a irmã, Beatriz. Nos 200 metros medley, a dobradinha se repetiu com Débora ficando com a prata.
Débora ainda disputou o Campeonato Mundial de Natação Paralímpica daquele ano, em Londres. Terminou em terceiro lugar nos 100 metros peito S14.
Na primeira disputa em Tóquio-2020 conquistou o bronze na categoria S14 no revezamento 4x100 livre misto junto com Gabriel Bandeira, Ana Karolina de Oliveira e Felipe Vila Real. A medalha veio após a eliminação da equipe do Comitê Russo.
Competiu no Mundial de 2022, realizado na Madeira, em Portugal. Conquistou três medalhas de bronze: nos 100 metros peito e nos revezamentos 4x100m misto medley e livre.
Em 2023, conquistou sua primeira medalha de ouro em mundiais, na edição de Manchester, vencendo nos 100 metros peito, ficando à frente de sua irmã, segunda colocada na disputa.

## Títulos
Campeonato Mundial de Natação Paralímpica
- Bronze: 100m peito (Londres, 2019)[3]
- Bronze: 100m peito (Madeira, 2022)[3]
- Bronze: revezamento 4x100 livre (Madeira, 2022)[3]
- Bronze: revezamento 4x100 medley (Madeira, 2022)[3]
- Ouro: 100m peito (Manchester, 2023)[3][11]

Jogos Parapan-Americanos
- Ouro: 100m peito (Lima, 2019)[3]
- Prata: 200m medley (Lima, 2019)[3]

Jogos Paralímpicos
- Bronze: 4x100m livre S14 (Tóquio, 2020)